# Ciry-le-Noble
Ciry-le-Noble is een gemeente in het Franse departement Saône-et-Loire (regio Bourgogne-Franche-Comté). De plaats maakt deel uit van het arrondissement Charolles. Ciry-le-Noble telde op 1 januari 2022 2.213 inwoners.

## Geografie
De oppervlakte van Ciry-le-Noble bedroeg op 1 januari 2022 33,07 vierkante kilometer; de bevolkingsdichtheid was toen 66,9 inwoners per km².

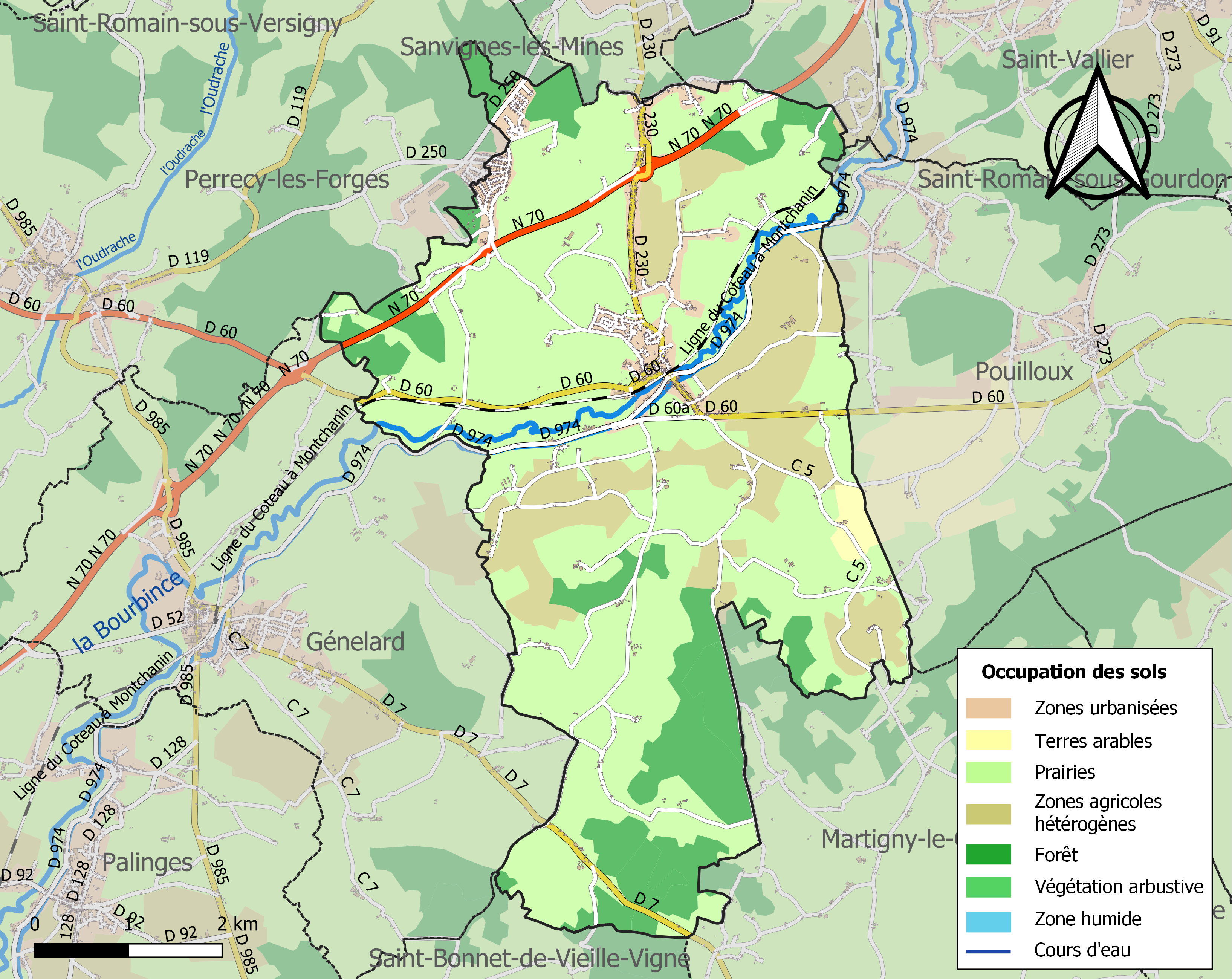
Kaart van de gemeente met de belangrijkste infrastructuur, bodemgebruik en omliggende gemeenten

## Demografie
Onderstaande figuur toont het verloop van het inwonertal (bron: INSEE-tellingen).